# Pampulha
Pampulha é uma região administrativa no município brasileiro de Belo Horizonte, no estado de Minas Gerais. É administrada pela Administração Regional de Pampulha, sendo a lagoa artificial de mesmo nome uma das principais atrações turísticas. Nela localizam-se os estádios Governador Magalhães Pinto (Mineirão) e Jornalista Felipe Drummond (Mineirinho). Anualmente é disputada a Volta Internacional da Pampulha, na Avenida Otacílio Negrão de Lima, que contorna a lagoa. Também na virada do ano acontece o maior show de fogos do Estado, reunindo cerca de 300 mil pessoas no entorno.
A região também é sede do campus da Universidade Federal de Minas Gerais (UFMG) e do Aeroporto da Pampulha, que, recentemente, tem-se tornado causa de preocupação, dado sua proximidade da região urbana da capital e com isso foram transferidos vários de seus vôos para o Aeroporto Internacional de Confins. Também há um centro gastronômico, com vários restaurantes de comidas típicas e regionais.

## Conjunto Arquitetônico

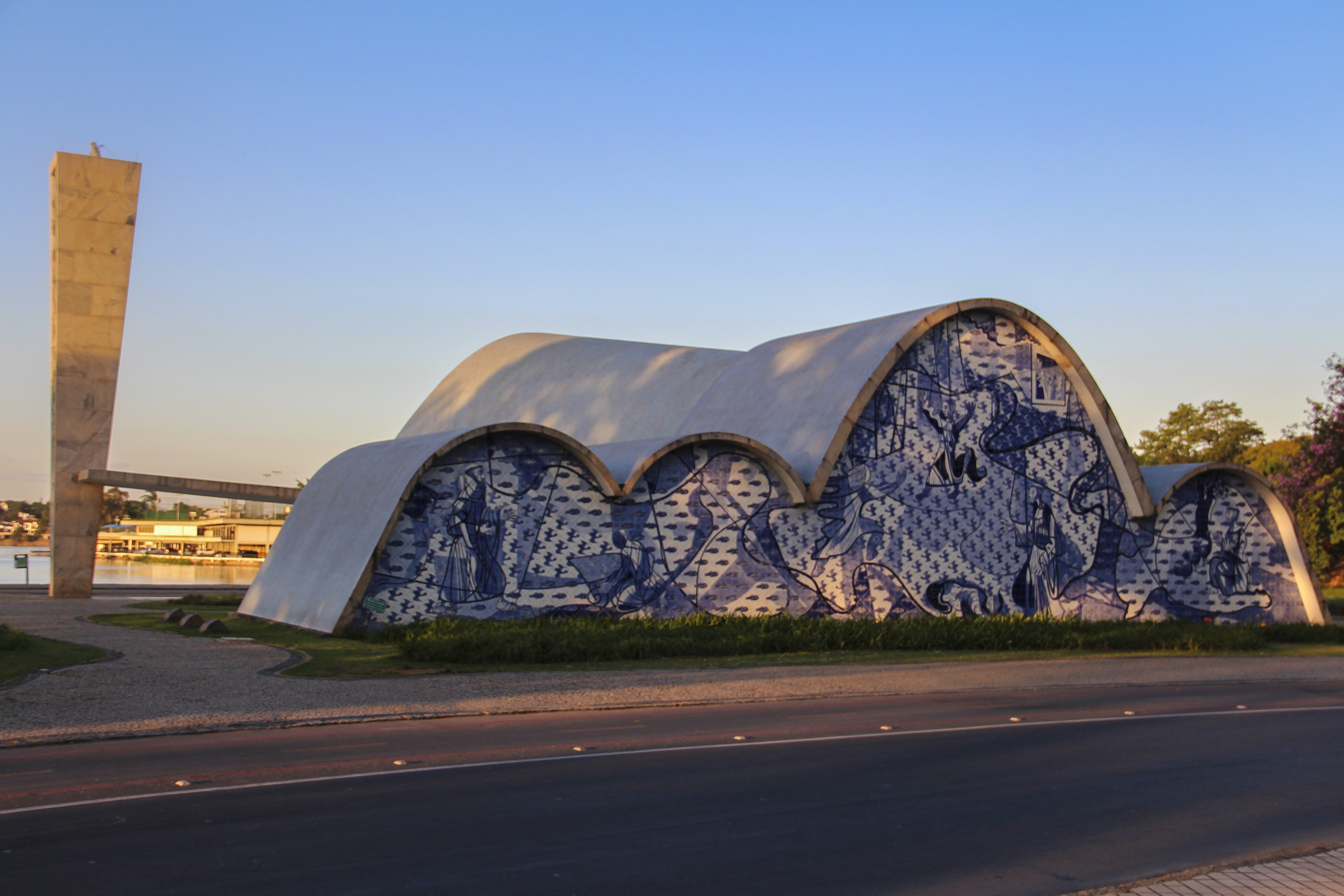
Igreja de São Francisco de Assis

A lagoa artificial foi construída na década de 1940, quando o prefeito era Juscelino Kubitschek. Para compor o seu entorno Oscar Niemeyer projetou um conjunto arquitetônico que se tornou referência e influenciou toda a Arquitetura Moderna Brasileira. Fazem parte do conjunto a igreja de São Francisco de Assis, o Museu de Arte, a Casa do Baile e o Iate Tênis Clube. Os jardins de Burle Marx, a pintura de Portinari e as esculturas de Ceschiatti, Zamoiski e José Pedrosa completam e valorizam o projeto concebido para a lagoa. A orla da Pampulha concentra várias opções de lazer, como o ginásio do Mineirinho, o Jardim Zoológico, o Centro de Preparação Equestre da Lagoa e pistas para ciclismo e caminhada. É lá também que está o Estádio Governador Magalhães Pinto, mais conhecido como "Mineirão".
Em 2013, a Prefeitura Municipal de Belo Horizonte expressou interesse em candidatar o Conjunto Arquitetônico da Pampulha a patrimônio da UNESCO. Uma representante da UNESCO visitou a região em 2015, ano em que a Pampulha era única candidata, e para garantir melhores condições do patrimônio, o MAP recebeu uma grande reforma.
No dia 17 de julho de 2016, o Conjunto foi nomeado Patrimônio Cultural da Humanidade.

### Igreja de São Francisco de Assis
A Igreja de São Francisco de Assis, com suas linhas arredondadas, denunciam a ousadia de Oscar Niemeyer e são um marco da arquitetura moderna brasileira. As curvas são um contraponto ao ângulo reto. No interior existem 14 painéis que retratam a Via Sacra, considerados a obra-prima de Portinari. Na parte externa destacam-se os jardins elaborados por Burle Marx e mosaicos nas fachadas laterais.

## Recordes meteorológicos
Segundo dados da estação meteorológica automática do Instituto Nacional de Meteorologia (INMET), em operação desde outubro de 2006 nas dependências da Universidade Federal de Minas Gerais (UFMG), a menor temperatura registrada na Pampulha foi de 6,4 °C em 20 de maio de 2022, enquanto a maior ocorreu em 25 de setembro de 2023, com máxima de 38,6 °C, valor é maior que os 37,5 °C registrados no mesmo dia na estação meteorológica oficial de Belo Horizonte, localizada no encontro das avenidas do Contorno e Raja Gabáglia, entre os bairros Santo Agostinho e Cidade Jardim.
O maior acumulado de precipitação em 24 horas chegou a 168,2 milímetros (mm) em 15 de dezembro de 2011, seguido por 159,2 mm em 24 de janeiro de 2020 e 150 mm em 31 de janeiro de 2008. Os recordes mensais de precipitação são de 798 mm em dezembro de 2011 e 739,8 mm em janeiro de 2020. A maior rajada de vento alcançou 25 m/s (90 km/h) em 12 de fevereiro de 2016. O menor índice de umidade relativa do ar (URA) foi de 10% nas tardes dos dias 28 de agosto de 2013, 19 de setembro de 2015 e 19 de julho de 2021.
| Dados climatológicos para Pampulha/UFMG                     | Dados climatológicos para Pampulha/UFMG | Dados climatológicos para Pampulha/UFMG | Dados climatológicos para Pampulha/UFMG | Dados climatológicos para Pampulha/UFMG | Dados climatológicos para Pampulha/UFMG | Dados climatológicos para Pampulha/UFMG | Dados climatológicos para Pampulha/UFMG | Dados climatológicos para Pampulha/UFMG | Dados climatológicos para Pampulha/UFMG | Dados climatológicos para Pampulha/UFMG | Dados climatológicos para Pampulha/UFMG | Dados climatológicos para Pampulha/UFMG | Dados climatológicos para Pampulha/UFMG |
| Mês                                                         | Jan                                     | Fev                                     | Mar                                     | Abr                                     | Mai                                     | Jun                                     | Jul                                     | Ago                                     | Set                                     | Out                                     | Nov                                     | Dez                                     | Ano                                     |
| ----------------------------------------------------------- | --------------------------------------- | --------------------------------------- | --------------------------------------- | --------------------------------------- | --------------------------------------- | --------------------------------------- | --------------------------------------- | --------------------------------------- | --------------------------------------- | --------------------------------------- | --------------------------------------- | --------------------------------------- | --------------------------------------- |
| Temperatura máxima recorde (°C)                             | 35,1                                    | 34,1                                    | 32,9                                    | 32                                      | 30,5                                    | 30,7                                    | 31                                      | 34,3                                    | 38,6                                    | 38,4                                    | 35,9                                    | 33,5                                    | 38,6                                    |
| Temperatura mínima recorde (°C)                             | 15,4                                    | 15,8                                    | 14                                      | 10,7                                    | 6,4                                     | 7,4                                     | 7,2                                     | 8,4                                     | 9                                       | 11,5                                    | 10,8                                    | 13,3                                    | 6,4                                     |
| Fonte: INMET (recordes de temperatura: 10/10/2006-presente) |                                         |                                         |                                         |                                         |                                         |                                         |                                         |                                         |                                         |                                         |                                         |                                         |                                         |

## Lista de bairros
A região da Pampulha de Belo Horizonte possui um total de 48 bairros. 
- Aeroporto
- Bandeirantes
- Bispo de Maura
- Braúnas
- Campus UFMG
- Castelo
- Confisco
- Conjunto Lagoa
- Conjunto
- São Francisco de Assis
- Dona Clara
- Engenho Nogueira
- Garças
- Indaiá
- Itapoã
- Itatiaia
- Jaraguá
- Jardim Atlântico
- Liberdade
- Manacás
- Nova Pampulha
- Novo Ouro Preto
- Ouro Preto
- Paquetá
- Santa Amélia
- Santa Branca
- Santa Rosa
- Santa Terezinha
- São Francisco
- São José
- São Luiz
- Suzana
- Trevo
- Unidas
- Universitário
- Urca
- Vila Aeroporto
- Vila Aeroporto Jaraguá
- Vila Engenho Nogueira
- Vila Paquetá
- Vila Real - 1a Seção
- Vila Real - 2a Seção
- Vila Rica
- Vila Santa Rosa
- Vila Santo Antônio
- Vila São Francisco
- Vila Suzana - 1a Seção
- Vila Suzana - 2a Seção
- Xangri-lá